# レゴ スーパー・ヒーローズ
レゴ スーパーヒーローズ（LEGO SUPER HEROES）は、2011年に導入されたレゴの建設玩具のテーマおよび製品シリーズであり、レゴ・グループが所有し、DCエンターテインメント、マーベル・エンターテインメント、ワーナー・ブラザース、ウォルト・ディズニー・カンパニー、ピクサーからライセンスを受けている。

## 概要
このテーマには、DCユニバースやマーベル・ユニバース、ピクサーの『Mr.インクレディブル』シリーズに登場するさまざまなスーパーヒーローキャラクターが登場する。『LEGO スーパー・ヒーローズ』は、これらの主要キャラクターをレゴの形で再現することを目指しており、DCユニバースのスーパーヒーロー（バットマン、スーパーマン、ワンダーウーマン、ジョーカー、ベイン、ハーレイ・クイン、レックス・ルーサー）や、マーベルユニバースのスーパーヒーロー（アイアンマン、超人ハルク、キャプテン・アメリカ、マイティ・ソー、ホークアイ、ロキ、ブラックウィドウ）を含んでいる。
『レゴ バットマン』は2006年から2008年まで独自のフランチャイズとして存在していたが、2011年末に正式な『レゴ DCユニバース スーパー・ヒーローズ』（後に『レゴ DCスーパー・ヒーローズ』）のブランド名で再び登場した。『レゴ スパイダーマン』セットは、2002年の映画『スパイダーマン』とその続編『スパイダーマン2』を基に、2002年および2003年に初めて発売され、これはレゴ・スタジオのテーマの一部として登場した。一方で、『レゴ マーベル:スーパー・ヒーローズ』（後に『レゴ マーベル:アベンジャーズ』や『レゴ マーベル・スタジオ/インフィニティ・サーガ』としても販売されることがある）セットは、マーベル・コミック全体およびマーベル・シネマティック・ユニバースを基にしており、2012年4月に初めて発売された。また、『Lego The Incredibles』は2018年6月に発売され、同年公開のアニメ映画『インクレディブル・ファミリー』に合わせた内容となっている。
2012年の主要テーマの開始以前に発売された『LEGO バットマン』および『LEGO スパイダーマン』のセットは、後から『LEGO スーパーヒーローズ』の一部と見なされている。このテーマを基にした複数のビデオゲームや短編映画も発売された。また、テーマのセットやミニフィギュアは、『LEGO ミニフィギュアシリーズ』のテーマや、『LEGO ディメンションズ』、『レゴ ジュニア』、『レゴ デュブロ』、『レゴ ディズニー』、『レゴ ブロック・スケッチ』、『レゴ ブリックヘルズ』、『LEGO アート』にも登場している。さらに、レゴグループはDCキャラクターをフィーチャーした2本の長編映画やバットマンのアダプテーション作品、および関連するレゴテーマも発売した。
は、DCユニバースにインスパイアされて作られました。この建設玩具シリーズは、DCユニバースのフランチャイズを基にしており、ワーナー・ブラザース・コンシューマープロダクツとの共同開発によって生み出されました。これらのセットは、DCユニバースのフランチャイズに登場するストーリーやキャラクターをレゴ形式で再現するように設計されています。
この建設玩具シリーズである商品は、マーベルユニバースにインスパイアされて作られ、マーベルフランチャイズを基にしており、マーベル・エンターテインメントとの共同開発によって生み出された。これらのセットは、マーベルフランチャイズに登場するストーリーやキャラクターをレゴ形式で再現するように設計されている。

## 構造セット
ブリックリンクは、レゴ・グループは『Lego Super Heroes』テーマの一環として、合計450のレゴセットおよびプロモーション用ポリバッグを発売した。
最初のセットの発売では、DCユニバースラインから9つのセットが登場した。その中で最大のセットは、1619ピースと8体のミニフィギュアが含まれる「アーカム・アサイラム・ブレイクアウト」（製造番号:10937）だった。この初発売に加え、宣伝用ポリバッグもDCユニバースラインとして「バットマン・ジェットスキー」（製造番号:30160）と「バットモービル」（製造番号: 30161）の2つが登場した。その後、2012年にはマーベルユニバース・シリーズからさらに9つの新しいセットが発売された。
最初のセットの発売以前、レゴはアメリカのコミックコンベンションで5種類の異なるミニフィギュアのプロモーションセットを配布していた。2011年のサンディエゴ・コミコンでは、抽選で当選した人々にグリーンランタンとバットマンのミニフィギュアが配布され、同年のニューヨーク・コミコンでは、DCコミックスのブースでグリーンランタン、バットマン、スーパーマンのミニフィギュアが配布された。 2012年7月には、ニューヨーク・コミコンでさらに4つの限定ミニフィギュアが抽選で配布された（シャザム、フェニックス、ビザロ、シンビオートスパイダーマン）。 1年後には、さらに4つのミニフィギュア（グリーンアロー、ブラックスーツのスーパーマン、スパイダーウーマン、『アメイジング・スパイダーマン2』のスーツを着たスパイダーマン）がNYCCで発売された。
また、スーパーヒーローズのテーマの一環として、バットマン、ロビン、ジョーカーのミニフィギュアがそれぞれ磁石付きブロックに繋がれた3ピースのマグネットセットも発売された。
2022年11月、レゴデザイナーのマーク・スタッフォードは、2022年にレゴDCセットが少ない理由について、「現在、私たちはスーパーヒーローチームとして活動しており、マーベルとDCの両方を探索したいと考えている。個人的には、マーベルと同じ数のDCセットを制作できるようになることを願っている。現在の格差の主な理由は、子どもたちもしくは親のどっちかが親しみを感じているかにある」と説明した。

## メディアミックス作品

### DC
「レゴ（R)スーパー・ヒーローズ：ねらわれたバットマン（Lego DC Comics Batman Be-Leaguered）」（2014年）
アメリカ合衆国のカートゥーンネットワークで2014年10月27日に放送されたテレビアニメ。日本では2017年6月3日にカートゥーンネットワークで初放送された。
| キャラクター     | 担当声優                         | 日本語吹き替え |
| ---------------- | -------------------------------- | -------------- |
| バットマン       | トロイ・ベイカー                 | 玄田哲章       |
| スーパーマン     | ノーラン・ノース                 | 花田光         |
| フラッシュ       | ジェイムズ・アーノルド・テイラー | 新祐樹         |
| アクアマン       | ディー・ブラッドリー・ベイカー   | 杉村憲司       |
| ワンダーウーマン | グレイ・グリフィン               | 矢野亜沙美     |
| サイボーグ       | カリー・ペイトン                 | 魚建           |

| 日本語吹き替え版スタッフ | 日本語吹き替え版スタッフ                  |
| ------------------------ | ----------------------------------------- |
| 翻訳                     | ?                                         |
| 演出                     | ?                                         |
| プロデューサー           | ?                                         |
| 日本語版制作             | HALF H・P STUDIO カートゥーンネットワーク |

#### OVA
「LEGO(R)バットマン：ザ・ムービー <ヒーロー大集合>（Lego Batman The Movie – DC Super Heroes Unite｝」(2013年)
アメリカ合衆国で2013年5月13日にブルーレイとDVDで発売されたOVA。日本では2017年3月17日に発売。
| キャラクター                  | 担当声優                 | 日本語吹き替え |
| ----------------------------- | ------------------------ | -------------- |
| バットマン/ブルース・ウェイン | トロイ・ベーカー         | 山寺宏一       |
| スーパーマン/クラーク・ケント | トラヴィス・ウィリンガム | 花田光         |
| ジョーカー                    | クリストファー・スミス   | 藤原啓治       |
| レックス・ルーサー            | クランシー・ブラウン     | 乃村健次       |
| ロビン                        | チャーリー・シュラッター | 小野塚貴志     |

| 日本語吹き替え版スタッフ | 日本語吹き替え版スタッフ   |
| ------------------------ | -------------------------- |
| 翻訳                     | 佐藤恵子 (吹替・字幕 兼任) |

「LEGO(R)スーパー・ヒーローズ：ジャスティス・リーグ＜クローンとの戦い＞（Lego DC Comics Super Heroes Justice League vs. Bizarro League）」(2015)
アメリカ合衆国で2015年2月10日にブルーレイとDVDで発売されたOVA。日本では2018年3月21日に発売。
| キャラクター                    | 担当声優                 | 日本語吹き替え |
| ------------------------------- | ------------------------ | -------------- |
| バットマン/バットザロ           | トロイ・ベーカー         | 山寺宏一       |
| スーパーマン                    | ノーラン・ノース         | 花田光         |
| ビザロ                          | ノーラン・ノース         | 辻親八         |
| グリーン・ランタン/グリーンザロ | ディードリック・ベーダー | 相馬幸人       |
| ワンダーウーマン/ビザラ         | カリ・ウォールグレン     | 安達まり       |
| サイボーグ                      | カリー・ペイトン         | 丸山壮史       |
| サイザロ                        | カリー・ペイトン         | 丸山壮史       |
| ダークサイド                    | トニー・トッド           | 野中秀哲       |

| 日本語吹き替え版スタッフ | 日本語吹き替え版スタッフ   |
| ------------------------ | -------------------------- |
| 翻訳                     | 佐藤恵子 (吹替・字幕 兼任) |

LEGO(R)スーパー・ヒーローズ：ジャスティス・リーグ＜悪の軍団誕生＞（Lego DC Comics Super Heroes Justice League Attack of the Legion of Doom）」(2015)
アメリカ合衆国で2015年8月25日からブルーレイとDVDとデジタル配信で発売されたOVA。日本では2018年3月21日に発売。
「LEGO®スーパー・ヒーローズ：ジャスティス・リーグ＜地球を救え！＞（Lego DC Comics Super Heroes Justice League Cosmic Clash）」(2016)
アメリカ合衆国で2016年2月9日にデジタル配信、同年3月1日にブルーレイとDVDが発売されたOVA。日本では2018年3月21日に発売。
| キャラクター                    | 担当声優             | 日本語吹き替え |
| ------------------------------- | -------------------- | -------------- |
| バットマン/バットザロ           | トロイ・ベーカー     | 山寺宏一       |
| スーパーマン                    | ノーラン・ノース     | 花田光         |
| ワンダーウーマン/ビザラ         | グレイ・グリフィン   | 安達まり       |
| グリーン・ランタン/グリーンザロ | ジョシュ・キートン   | 相馬幸人       |
| スーパーガール                  | ジェシカ・ディ・シコ | たかはし智秋   |

| 日本語吹き替え版スタッフ | 日本語吹き替え版スタッフ   |
| ------------------------ | -------------------------- |
| 翻訳                     | 佐藤恵子 (吹替・字幕 兼任) |

「LEGO®スーパー・ヒーローズ：ジャスティス・リーグ＜ゴッサム大脱出＞（Lego DC Comics Super Heroes Justice League Gotham City Breakout）」(2016)
アメリカ合衆国で2016年6月21日に発売されたOVA。日本では2018年3月21日に発売。
| キャラクター     | 担当声優               | 日本語吹き替え |
| ---------------- | ---------------------- | -------------- |
| バットマン       | トロイ・ベイカー       | 山寺宏一       |
| スーパーマン     | ノーラン・ノース       | 花田光         |
| ワンダーウーマン | グレイ・グリフィン     | 安達まり       |
| ジョーカー       | ジェイソン・スピサック | 藤原啓治       |
| ハーレイ・クイン | タラ・ストロング       | 矢作紗友里     |
| デスストローク   | ジョン・ディマジオ     | 乃村健次       |

| 日本語吹き替え版スタッフ | 日本語吹き替え版スタッフ   |
| ------------------------ | -------------------------- |
| 翻訳                     | 佐藤恵子 (吹替・字幕 兼任) |

「LEGO®スーパー・ヒーローズ： フラッシュ（Lego DC Comics Super Heroes The Flash）」（2018年）
2018年2月13日にデジタル配信され、同年3月13日にDVDとブルーレイが発売されたOVA。日本では2018年3月21日に発売。
| キャラクター         | 担当声優                         | 日本語吹き替え |
| -------------------- | -------------------------------- | -------------- |
| フラッシュ           | ジェームズ・アーノルド・テイラー | 佐藤拓也       |
| バットマン           | トロイ・ベイカー                 | 山寺宏一       |
| スーパーマン         | ノーラン・ノース                 | 花田光         |
| ワンダーウーマン     | グレイ・グリフィン               | 安達まり       |
| サイボーグ           | カリー・ペイトン                 | 丸山壮史       |
| リバース・フラッシュ | ドワイト･シュルツ                | 大塚芳忠       |

| 日本語吹き替え版スタッフ | 日本語吹き替え版スタッフ   |
| ------------------------ | -------------------------- |
| 翻訳                     | 佐藤恵子 (吹替・字幕 兼任) |

Lego DC Shazam! Magic and Monsters（2020年）
2020年4月28日にデジタル配信され、同年6月16日にブルーレイとDVDが発売されたOVA。
Lego The Batman (2022)
2022年のバットマン感謝祭でYoutubeで公開された映画。

#### アニメ映画
レゴバットマン ザ・ムービー（2017年）
2017年の映画。日本でも公開。
Lego DC Comics Super Heroes Aquaman – Rage of Atlantis (2018)
2018年7月22日にサンディエゴ・コミコンで公開され、同年7月31日にデジタル配信およびDVDとブルーレイが発売された映画。
Lego DC Batman Family Matters（2019年）
2019年7月21日にサンディエゴ・コミコンで公開され、同年8月20日にDVDとブルーレイ、そしてデジタル配信がリリースされた映画。

### MARVEL

#### テレビ映画
「あつまれ!LEGO マーベル・スーパーヒーローズ（Lego Marvel Super HeroesMaximum Overload）」(2013)
アメリカ合衆国で2013年11月5日にネットフィックス、Amazon Prime VIdeoで配信されたテレビ映画。日本では2014年5月12日からディズニーXDで放送された。
「LEGO マーベル／アベンジャーズ・リアッセンブル（LEGO Marvel Super Heroes Avengers Reassembled）」（2015年）
アメリカ合衆国で2015年にディズニーXDで放送されたテレビ映画。日本では2016年11月19日に同局で放送された。
「LEGO マーベル／ガーディアンズ・オブ・ギャラクシー サノスの脅威」 (2017年)
アメリカでは2015年にディズニーXDで放送。日本では同局で放送され、ディズニーデラックスで配信された。
「LEGO マーベル／ブラックパンサー ワカンダの戦い（Lego Marvel Super Heroes - Black PantherTrouble in Wakanda）」(2018)
アメリカでは2018年にディズニーXDで放送。日本では同局で放送され、ディズニーデラックスで配信された。
「LEGO マーベル スパイダーマン/ヴェノムの野望（LEGO Marvel Spider-Man Vexed by Venom）」 (2019年)
スパイダーマン主演のテレビ映画。YoutubeとディズニーXDで初公開。日本では2020年3月からディズニーデラックス、その後はディズニーデラックス→ディズニープラスで公開されていた（担当声優はこちらを参照）。
Lego Marvel Avengers - Climate Conundrum (2020)
2020年にアメリカ合衆国のディズニーXDとYoutubeで初公開されたテレビ映画。日本では不明。
Lego Marvel Avengers - Loki in Training (2021)
2021年にアメリカ合衆国のディズニーXDとYoutubeで初公開されたテレビ映画。日本では不明。
Lego Marvel Avengers - Time Twisted (2022)
2022年にアメリカ合衆国のディズニーXDとYoutubeで初公開されたテレビ映画。日本では不明。
LEGO マーベル/アベンジャーズ コード・レッド (2023)
2023年10月27日に全世界で公開されたウェブ映画。
| キャラクター                                  | 担当声優            | 日本語吹き替え |
| --------------------------------------------- | ------------------- | -------------- |
| ナターシャ・ロマノフ / ブラック・ウィドウ     | Laura Bailey        | 木下紗華       |
| アイアンマン / トニー・スターク               | Mick Wingert        | 川原慶久       |
| キャプテン・アメリカ / スティーブ・ロジャース | Roger Craig Smith   | 丸山壮史       |
| キャプテン・アメリカ / サム・ウィルソン       | Bumper Robinson     | 山本兼平       |
| ハルク                                        | Fred Tatasciore     | 武田太一       |
| ソー                                          | Travis Willingham   | 藤真秀         |
| ブラックパンサー / ティ・チャラ               | James C. Mathis III | 辻井健吾       |
| レッドスカル / ヨハン・シュミットン           | Liam O'Brien        | 根本泰彦       |
| レッド・ガーディアン / アレクセイ             | Trevor Devall       | 遠藤大智       |
| コレクター                                    | Haley Joel Osment   | 岩崎正寛       |
| ウルヴァリン                                  | Steve Blum          | 乃村健次       |
| レッド・シー・ハルク                          | Laura Post          | 神本綾華       |
| レッド・ゴースト                              | Roger Craig Smith   | 山内健嗣       |
| オメガ・レッド                                | Mick Wingert        | 白石兼斗       |
| 女の子                                        | Laura Bailey        | 中井美琴       |
| コンピューターの声                            | Laura Post          | 森優子         |

| 日本語版製作スタッフ | 日本語版製作スタッフ                                 |
| -------------------- | ---------------------------------------------------- |
| 翻訳                 | 石山祐子                                             |
| 演出                 | 鍜治谷功                                             |
| 録音・調整           | 中西一仁                                             |
| 録音制作             | HALF H・P STUDIO                                     |
| 協力                 | ピクセル・ロジック・メディア                         |
| 日本語版制作         | ディズニー・キャラクター・ボイス・インターナショナル |

「LEGO マーベル / アベンジャーズ ミッション・デモリション」（2024年）
2024年10月18日に全世界のDisney+で初公開され、デニス・ダンフィー/デモリションマンが主人公として活躍する。

#### アニメ映画
スパイダーマン:アクロス・ザ・スパイダーバース (2023)
この世界では、スパイダーマンの街などがすべてレゴで、その世界のスパイダーマン / ピーター・パーカー（声：ニック・ノウィッギ、日本語吹き替え：猪野学）が短期間だけ登場する。
このシーンは、14歳のプレストン・ムタンガによってアニメ化された。プレストンは、映画の予告編をLEGOスタイルで再アニメーションし、映画製作者の注目を集めたことで知られている。

#### Webアニメ
Mech Strike Deploy! (2023)
2023年8月28日にYoutubeで公開されたWebアニメ。

## テレビゲーム
| 作品名                                          | コミック・レーベル | 米国発売日     | 日本発売日    | 備考                            |
| ----------------------------------------------- | ------------------ | -------------- | ------------- | ------------------------------- |
| レゴ バットマン THE VIDEO GAME                  | DC                 | 2008年9月23日  | 2008年12月8日 |                                 |
| レゴ バットマン2 DCスーパーヒーロー             | DC                 | 2012年6月19日  | なし          |                                 |
| LEGO バットマン3 ザ・ゲーム ゴッサムから宇宙へ  | DC                 | 2014年11月11日 | 2015年4月2日  |                                 |
| Lego Dimensions                                 | DC                 | 2015年9月27日  | なし          |                                 |
| The Lego Batman Movie Game                      | DC                 | 2017年         | 不明          |                                 |
| Lego DC Super-Villains                          | DC                 | 2018年10月16日 | なし          |                                 |
| LEGO マーベル スーパー・ヒーローズ ザ・ゲーム   | MARVEL             | 2013年10月22日 | 2015年1月22日 |                                 |
| Lego Marvel's Avengers                          | MARVEL             | 2016年1月26日  | なし          |                                 |
| LEGO マーベル スーパー・ヒーローズ 2 ザ・ゲーム | MARVEL             | 2017年11月14日 | 2018年1月22日 |                                 |
| Lego Marvel Collection                          | MARVEL             | 2019年3月      | なし          | 上記にある3作品のゲームパック。 |
| レゴ インクレディブル・ファミリー               | PIXAR              | 2018年6月15日  | 2018年8月2日  |                                 |

## アプリ
LEGO DUPLO Marvel
2021年12月9日にレゴ・グループからiOSとAndroid向けに配信されているアプリ。スパイダーマン、キャプテン・アメリカ、ゴースト・スパイダーなどが登場する。2歳から5歳の子供を対象としている。